# Igram
Igram (deutsch Eggramsdorf, ungarisch Igrám - bis 1907 Igram) ist eine Gemeinde im Okres Senec innerhalb des Bratislavský kraj in der Slowakei.

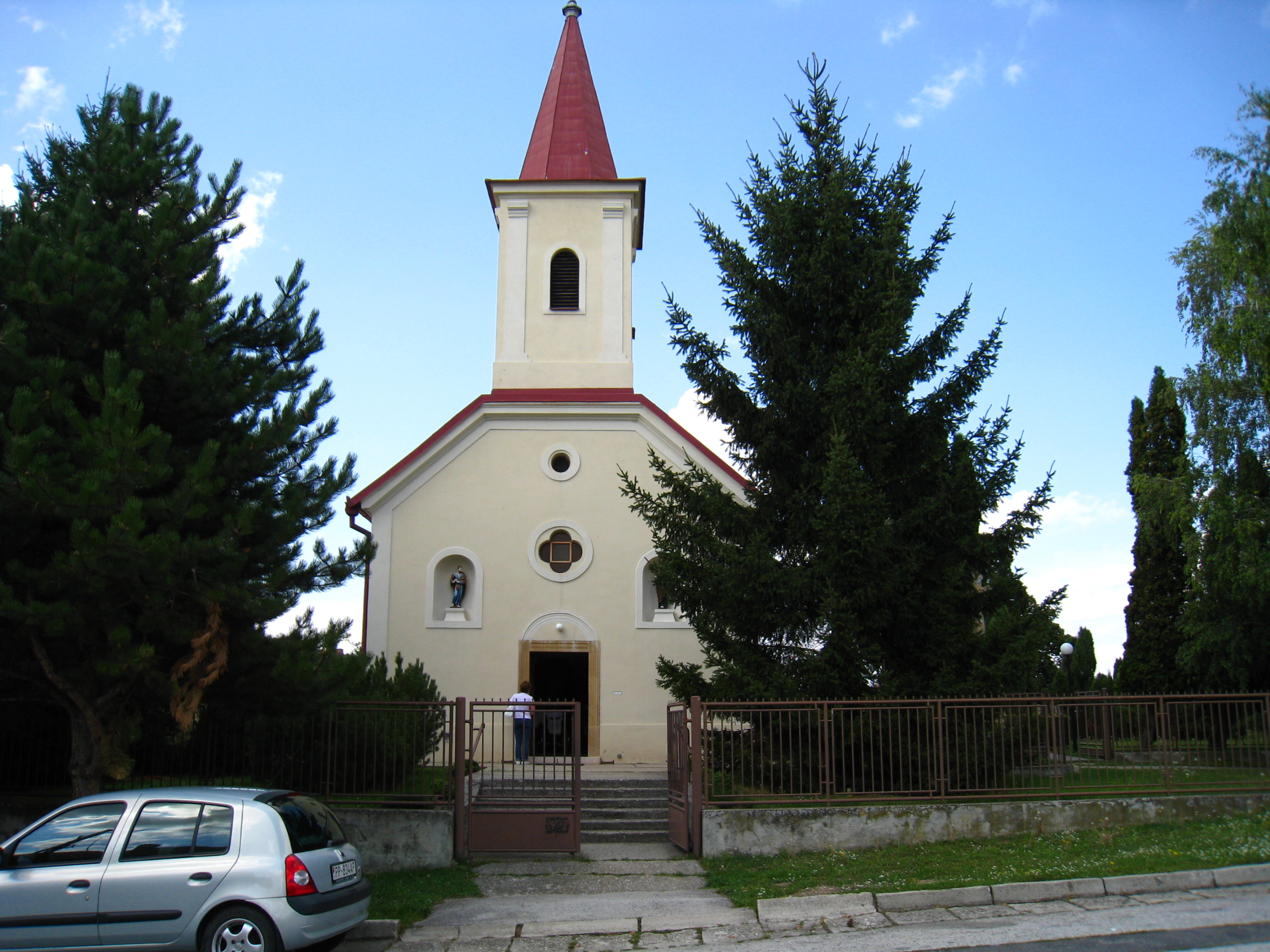
Kirche

## Geographie
Der Ort liegt im Donautiefland am Bach Vištucký potok, 10 km nordöstlich der Stadt Senec und 17 km südwestlich von Trnava gelegen.

## Geschichte
Der Ort wurde zum ersten Mal 1244 als Igrech erwähnt. Der Name soll auf die altslawische Bezeichnung der Musiker - igric - Bezug nehmen. Im 14. Jahrhundert gehörte sie verschiedenen Edelmanns-Familien, im 15. Jahrhundert den Grafen von St. Georgen und Bösing, 1553 der Familie Nyáry und dann seit 1577 zum Herrschaftsgut des Schlosses Smolenice.
Bis 1918 lag der Ort im Komitat Pressburg im Königreich Ungarn, danach kam er zur neu entstandenen Tschechoslowakei. 1974–1990 war die Gemeinde mit dem Nachbarort Kaplna ein Teil von Báhoň.

## Bevölkerung
| Jahr                | 1994 | 2004     | 2014    | 2024    |
| ------------------- | ---- | -------- | ------- | ------- |
| Anzahl der Personen | 610  | 539      | 557     | 569     |
| Unterschied         |      | −11,63 % | +3,33 % | +2,15 % |

| Jahr                | 2023 | 2024    |
| ------------------- | ---- | ------- |
| Anzahl der Personen | 566  | 569     |
| Unterschied         |      | +0,53 % |